# Pseudoxyrhopus analabe
Espèce
Statut de conservation UICN

 NT  : Quasi menacé
Pseudoxyrhopus analabe est une espèce de serpents de la famille des Lamprophiidae. 

## Répartition
Cette espèce est endémique du Nord de Madagascar.

## Description
Dans leur description les auteurs indiquent que le spécimen en leur possession, une femelle, mesure 26 cm dont 5 cm pour la queue. Son dos varie du lavande foncé au brun pourpre et présente un collier rose orangé aux contours irréguliers.

## Étymologie
Son nom d'espèce, du malgache analabe, « dans la grande forêt », lui a été donné en référence à son habitat. C'est également le nom de la vallée et de la rivière où l'holotype a été découvert.

## Publication originale
- Nussbaum, Andreone & Raxworthy, 1998 : New Rain-forest species of Pseudoxyrhopus Günther (Squamata: Colubridae) from Northern Madagascar. Copeia, vol. 1998, n. 1, p. 128-132 (texte intégral).